# Vít Masare
Vít Masare (* 2. března 1987 Praha) je český politik, protikorupční odborník,[ujasnit] aktivista a v letech 2018 až 2020 a opět 2022 až 2024 člen předsednictva Strany zelených. V letech 2018–2022 byl spolupředsedou pražské organizace Strany zelených. V letech 2011–2014 byl členem výkonné rady spolku AutoMat.

## Studium
Bakalářský titul v oboru Mezinárodních teritoriálních studií získal na Fakultě sociálních věd Univerzity Karlovy v roce 2010 s prací Francouzská reakce na Maďarskou revoluci 1956. Tamtéž studoval navazující magisterský studijní program Politologie, obor Bezpečnostní studia, který v roce 2014 zakončil obhajobou diplomové práce Moderní trendy městského rozvoje jako důležitý komponent lidsko-bezpečnostní politiky urbánních prostor 21. století. V akademickém roce 2008–2009 studoval v rámci programu Erasmus na univerzitě v bretaňském městě Rennes.

## Profesní dráha
Vít Masare působil v neziskové organizaci AutoMat (2010–2014), která prosazuje lepší prostředí pro kvalitní život ve městě a kde se podílel například na koncepci pražských cyklojízd, na kampani Nábřeží žije, na organizaci a decentralizaci rozvoje sousedských slavností Zažít město jinak nebo na rozvoji kampaně Do práce na kole během jejích prvních dvou ročníků (2011–2012); v nevládní neziskové organizaci Oživení (2014), která prosazuje principy transparentní veřejné správy a udržitelného rozvoje, na Magistrátu hlavního města Prahy (2015–2016) jako asistent náměstka primátorky hlavního města Prahy pro územní rozvoj a plánování, na radnici Městské části Praha 1 (2018–2020) jako poradce radního pro životní prostředí, IT, úklid a rozvoj dětských hřišť, předseda komise pro participaci a člen investiční komise. V letech 2020–2022 působil jako terénní sociální pracovník humanitární společnosti Člověk v tísni v programu sociální integrace. V současnosti se vedle politiky věnuje organizování mezinárodních vzdělávacích projektů v oblasti udržitelnosti v agentuře ECCEDU.

## Politika

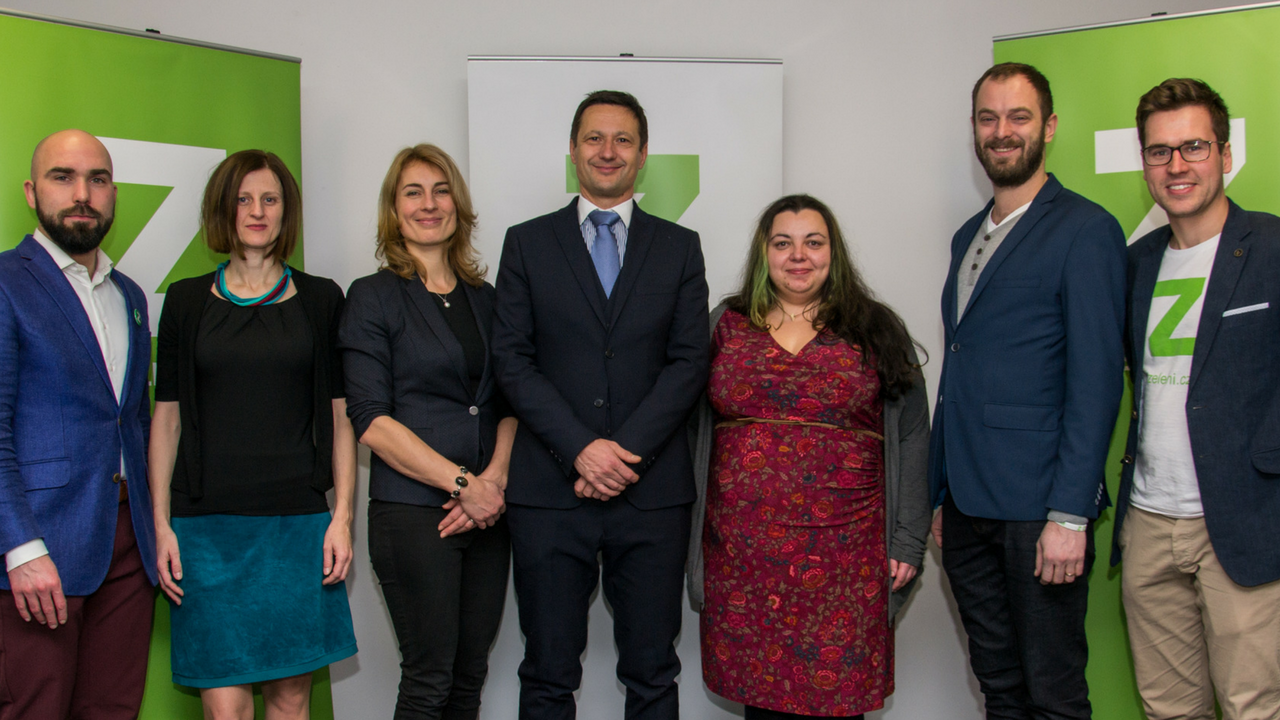
Vít Masare jako člen předsednictva Zelení (Česko) v roce 2018 (zcela vpravo)

V letech 2018 až 2020 a opět 2022 až 2024 byl členem předsednictva Zelených. Od podzimu roku 2018 do dubna 2022 byl spolupředsedou Krajské organizace Praha společně s  Ivanou Milek Brodskou, resp. Bárou Truksovou, resp. Janou Jebavou.  V roce 2018 kandidoval do zastupitelstva MČ Praha 1 za koalici Zelená pro Jedničku, uskupení Strany zelených, nezávislých kandidátů a kandidátek a spolku Pro Jedničku. Kandidátka uspěla, udržela se v zastupitelstvu, historicky poprvé se podílela na sestavení koalice a během roku 2019 se podílela na správě Prahy 1. Ve sněmovních volbách v roce 2021 byl 2. na kandidátce Zelených v Praze.
V komunálních volbách v roce 2022 kandidoval do Zastupitelstva hlavního města Prahy z podpůrného 48. místa neúspěšné kandidátky koalice Solidarita, kterou tvoří ČSSD, Zelení, Budoucnost a Idealisté. Zároveň kandidoval jako člen Zelených do zastupitelstva Prahy 1 z podpůrného 25. místa vítězné kandidátky PRAHA 1 SOBĚ. Zelení získali nejvíc zastupitelů na Praze 1 v historii a vznikl klub Praha 1 Sobě a Zelení.
Nalezením vhodné lokality přispěl k založení Kampusu Hybernská, podílel se na decentralizaci a rozvoji sousedských slavností Zažít město jinak, byl tahounem protihazardního referenda na Praze 1, akce za záchranu Nemocnice Na Františku, podílel se na celopražské debatě o fungování centra Prahy během tvorby Strategického plánu Prahy, tvorbě Vize pro mobilitu a veřejný prostor Prahy 2025; dlouhodobě podporuje proměnu magistrály v moderní městskou třídu, na Magistrátu hlavního města Prahy se podílel na krocích směrem k odstranění parkoviště z Malostranského náměstí a zásadně přispěl záchraně tamějšího platanu. Inicioval kroky k radikálnímu zlevňování jízdného na MHD pro nejchudší obyvatele v Praze, Liberci i dalších městech. Spoluinicioval debatu vedoucí k vytvoření Plánu mobility Prahy a okolí, nebo vznik materiálu Analýza rozvojového potenciálu v okolí stanic metra.
V současné době se angažuje zejména v rozvoji programu a využívání Zelené klubovny a v kampaních: BEZUHLI.CZ, Letiště Praha nebourat, nerozšiřovat! nebo Klimažaloba.
V posledních letech se angažoval mj. v úspěšné inicitativě Zachraň javor! proti pokácení javoru stříbrného u vily Bellevue u pražských Karlových Lázní společně s Adél Kučerou, Barborou Kosíkovou a Janou Titlbachovou, do kampaně se zapojila i řada známých osobností včetně Jana Buriana, Barbory Hrzánové, Jaroslava Uhlíře a Petra Vacka. V roce 2019 spolukoordinoval s Lucií Smolkovou a Michaelou Pixovou první ročník Týdne pro klima.
O tématech, jimiž se zabývá, přispívá například do časopisu Ekolist. Ve volbách do Evropského parlamentu v červnu 2024 kandidoval na 14. místě kandidátky Zelených. Strana však získala pouze 1,55 % hlasů, a zvolen tak nebyl.